# Kant-Gymnasium (Berlin)
Das Kant-Gymnasium Berlin ist ein Gymnasium im Berliner Ortsteil Spandau des gleichnamigen Bezirks. Gegründet im Jahr 1853 gehört es zu den ältesten Schulen in Berlin. Im Herbst 2003 konnte das 150-jährige Bestehen gefeiert werden. Das Kant-Gymnasium liegt nahe der Altstadt Spandau. Es besteht aus einem Hauptgebäude und einem Neubau gegenüber. Namenspate der Schule ist der Philosoph Immanuel Kant.
In Berlin gibt es ein weiteres Gymnasium mit dem Namen Kants, das Immanuel-Kant-Gymnasium in Berlin-Rummelsburg.

## Geschichte
Das Kant-Gymnasium wurde am 15. Oktober 1853 als eine der St.-Nikolai-Kirche unterstehende Schule gegründet. Aus Platzgründen zog es 1915 um. Als das Gebäude baufällig wurde, musste 1972 in das heutige Schulgebäude in der Bismarckstraße umgezogen werden. Ab 1978 reichte dieses Gebäude nicht mehr für die wachsende Schülerzahl, sodass die unteren Klassen in Filialschulen untergebracht wurden. 1999 übernahm die Schule ein umgebautes Möbelhaus gegenüber dem Haupthaus. Damit konnten alle Schüler am gleichen Ort unterrichtet werden. 2003 wurden im Hof des Anbaus zwei Container als Erweiterung aufgestellt. Am alten Standort in der Carl-Schurz-Straße befindet sich nunmehr eine Niederlassung des Freiherr-vom-Stein-Gymnasiums.
Zwischen 1977 und 1990 wurde von Schülern des Kant-Gymnasiums die Zeitschrift Diskant herausgegeben. Ab 1981 erschien parallel dazu der satirische und zugleich dialogorientierte abl-abs, dem nach zwei Jahren die Kante folgte. Am 19. Mai 2008 feierte die Kante 2.0 als neue Schülerzeitung ihr Debüt.
In früherer Zeit war das Kant-Gymnasium eine reine Jungenschule, die als Lateinschule bekannt war.
Das Kant-Gymnasium gestaltete im Kant-Jahr 2004 eine Vortragsreihe über seinen Namensgeber und im Einstein-Jahr 2005 ebenfalls eine Vortragsreihe über Leben und Werk von Albert Einstein. Die Fachbereiche Musik und Kunst organisieren jedes Jahr Konzert- und Schwarzlichttheater-Aufführungen.

## Bekannte Absolventen
- Klaus Bodin (1919–2012), Politiker (SPD), Bezirksbürgermeister von Spandau
- Ernst Benda (1925–2009), Politiker (CDU), Präsident des Bundesverfassungsgerichtes
- Thomas Gnielka (1928–1965), Journalist
- Hans-Jörg von Jena (1931–2001), Fernsehmoderator, Theater- und Musikkritiker
- Susanne Baer (* 1964), Richterin des Bundesverfassungsgerichts
- Helmut Kleebank (* 1964), Politiker (SPD), Bezirksbürgermeister von Spandau
- Heike Franke (* 1966), Schriftstellerin
- Dag-Alexis Kopplin (* 1983), Musiker der Band SDP[2]
- Vincent Stein (* 1983), Sänger und Musikproduzent
- Manuel Schmiedebach (* 1988), Fußballspieler
- Patrick Baehr (* 1992), Schauspieler und Synchronsprecher

## Schulleiter am Kant-Gymnasium Spandau
(in Klammern Zeiten des Wirkens)
- Rektor Christian Konrad Sprengel (1780–1794)
- Direktor Pfautsch (1863–1894)
- Geheimrat Groß (1894–1904)
- Geheimrat Esternaux (1906–1912)
- Geheimrat Lorenz (1912–1927)
- Studiendirektor Becker (1927–1933)
- Geh. Reg.-Oberschulrat Schmidt (1934–1936)
- Oberstudiendirektor Max Krüger (1936–1953)
- Direktor Karl Brackertz (1953–1962)
- Helmut Werner (1962–1976)
- Kommissarische Leitung Leonhard Krawietz (1976)
- Oberstudiendirektor Achim Langner (1977–1990)
- Oberstudiendirektor Klaus Hohoff (1992–1997)
- Oberstudiendirektor Wolfgang Gründer (1997–2013)
- Oberstudiendirektorin Angelika Hamann (2013–2018)
- Oberstudiendirektor Marc Vehlow (seit 2019)